# Dolna machala
Dolna machala (bulgariska: Долна махала) är ett distrikt i Bulgarien.   Det ligger i kommunen Obsjtina Kalojanovo och regionen Plovdiv, i den centrala delen av landet, 120 km öster om huvudstaden Sofia.
Trakten runt Dolna machala består till största delen av jordbruksmark. Runt Dolna machala är det ganska glesbefolkat, med 39 invånare per kvadratkilometer.